# Lijst van voetbalinterlands Duitsland - IJsland
Deze lijst van voetbalinterlands is een overzicht van alle officiële voetbalwedstrijden tussen de nationale teams van (West-)Duitsland en IJsland. De landen speelden tot op heden zes keer tegen elkaar. De eerste ontmoeting, een vriendschappelijke wedstrijd, werd gespeeld in Reykjavik op 3 augustus 1960. Het laatste duel, een kwalificatiewedstrijd voor het Wereldkampioenschap voetbal 2022, vond plaats op 8 september 2021 in de IJslandse hoofdstad.

## Wedstrijden
| № | Plaats    | Datum            | Competitie           | Wedstrijd                | Uitslag |
| - | --------- | ---------------- | -------------------- | ------------------------ | ------- |
| 1 | Reykjavik | 3 augustus 1960  | Vriendschappelijk    | IJsland – West-Duitsland | 0 – 5   |
| 2 | Reykjavik | 26 mei 1979      | Vriendschappelijk    | IJsland – West-Duitsland | 1 – 3   |
| 3 | Reykjavik | 6 september 2003 | EK 2004 kwalificatie | IJsland – Duitsland      | 0 – 0   |
| 4 | Hamburg   | 11 oktober 2003  | EK 2004 kwalificatie | Duitsland – IJsland      | 3 – 0   |
| 5 | Duisburg  | 25 maart 2021    | WK 2022 kwalificatie | Duitsland – IJsland      | 3 – 0   |
| 6 | Reykjavik | 8 september 2021 | WK 2022 kwalificatie | IJsland − Duitsland      | 0 − 4   |

## Samenvatting
| Competitie        | Totaal gespeeld | Winst Duitsland | Gelijk | Winst IJsland | Doelsaldo Duitsland – IJsland |
| ----------------- | --------------- | --------------- | ------ | ------------- | ----------------------------- |
| WK-kwalificatie   | 2               | 2               | 0      | 0             | 7 − 0                         |
| EK-kwalificatie   | 2               | 1               | 1      | 0             | 3 − 0                         |
| Vriendschappelijk | 2               | 2               | 0      | 0             | 8 − 1                         |
| Totaal            | 6               | 5               | 1      | 0             | 18 − 1                        |

Wedstrijden bepaald door strafschoppen worden, in lijn met de FIFA, als een gelijkspel gerekend.

## Details

### Tweede ontmoeting
| Vriendschappelijk (Reykjavik, IJsland, 26 mei 1979): |       |                                                       |
| IJsland | 1 – 3 | West-Duitsland                                        |
| Atli Eðvaldsson 84' | goals | 32' Walter Kelsch 33' Dieter Hoeneß 67' Dieter Hoeneß |
| - Debuut van Trausti Haraldsson (Fram Reykjavík), Pétur Ormslev (Fram Reykjavík) en Jón Oddsson (KR Reykjavík) voor IJsland. - Debuut van Harald Schumacher (1. FC Köln) en Jürgen Groh (1. FC Kaiserslautern) voor de Bondsrepubliek Duitsland. |       |                                                       |